# Требзен (Мулде)
Требзен (њем. Trebsen/Mulde) град је у њемачкој савезној држави Саксонија. Једно је од 41 општинског средишта округа Лајпциг. Према процјени из 2010. у граду је живјело 4.166 становника. Посједује регионалну шифру (AGS) 14729400.

## Географски и демографски подаци
Требзен се налази у савезној држави Саксонија у округу Лајпциг. Град се налази на надморској висини од 122 метра. Површина општине износи 35,0 km². У самом граду је, према процјени из 2010. године, живјело 4.166 становника. Просјечна густина становништва износи 119 становника/km².